# Kukmasta kokošina
Kukmasta kokošina (lat. Megapodius reinwardt)  je vrsta ptice iz roda Megapodius, porodice kokošina.
Ova vrsta sastoji se od pet podvrsta koje žive na brojnim otocima Wallacee kao i u južnoj Novoj Gvineji te sjevernoj Australiji. Kopnena je ptica veličine domaće kokoši te ima perje tamne boje s čvrstim narančastim nogama, te istaknutom ćubom na stražnjem dijelu glave. Živi uglavnom u šumovitim staništima.
Hrani se sjemenkama, opalim voćem i kopnenim beskralježnjacima. Kao i druge kokošine gnijezdi se na nasipu od pijeska, suhog lišća, te drugog biljnog organskog materijala.
Podvrste su:
- Megapodius reinwardt buruensis - otok Buru (jug Molučkih otoka).
- Megapodius reinwardt reinwardt - Mali sundski otoci, jugoistok Molučkih otoka, Aru, te jug i jugoistok Nove Gvineje.
- Megapodius reinwardt macgillivrayi - arhipelazi D'Entrecasteaux i Louisidade.
- Megapodius reinwardt tumulus - sjever Australije.
- Megapodius reinwardt yorki - sjeveroistok Australije.
- Megapodius reinwardt castanonotus istočni i središnji dio Queenslanda.

## Vanjske poveznice
- BirdLife[neaktivna poveznica]
- IUCN Crveni popis ugroženh vrsta

|  | Zajednički poslužitelj ima još gradiva o temi Megapodius reinwardt |
|  | Wikivrste imaju podatke o taksonu Megapodius reinwardt             |